# Boucles de l'Aulne 2012
La 55e édition de la Boucles de l'Aulne s'est déroulée le 27 mai 2012. Inscrite au calendrier de l'UCI Europe Tour 2012 dans la catégorie 1.1, elle est la onzième épreuve de la Coupe de France 2012.

## Classement final
|    | Coureur           | Équipe            |    | Temps         |
| -- | ----------------- | ----------------- | -- | ------------- |
| 1  | Sébastien Hinault | AG2R La Mondiale  | en | 4 h 1 min 5 s |
| 2  | Laurent Pichon    | Bretagne-Schuller |    | m.t.          |
| 3  | Romain Feillu     | Vacansoleil-DCM   |    | m.t.          |
| 4  | Pierrick Fédrigo  | FDJ-BigMat        |    | m.t.          |
| 5  | Julien Simon      | Saur-Sojasun      |    | m.t.          |
| 6  | Lloyd Mondory     | AG2R La Mondiale  |    | m.t.          |
| 7  | Samuel Dumoulin   | Cofidis           |    | m.t.          |
| 8  | Julien El Fares   | Team Type 1       |    | m.t.          |
| 9  | Florian Guillou   | Bretagne-Schuller |    | m.t.          |
| 10 | Arthur Vichot     | FDJ-BigMat        |    | m.t.          |